# Всероссийский съезд мусульман
Всеросси́йский съезд мусульма́н, иначе Первый Всеросси́йский мусульма́нский съезд, состоялся 1—11 мая 1917 года в Доме Асадуллаева в Москве. Помещение для проведения съезда предоставил сын Асадулаева. Данный съезд был своего рода продолжением четырёх Всероссийских мусульманских съездов, которые проходили нелегально в Нижнем Новгороде и Санкт-Петербурге в 1905—1906 и 1914 годах. Разница в нумерации связана с тем, что после Февральской революции 1917 года было принято решение с 1917 года заново начать нумерацию съездов. Инициатором проведения съезда стала мусульманская фракция Государственной думы IV созыва. Решение о созыве съезда было принято в марте 1917 года на совещании в Санкт-Петербурге.

Входной билет Алимардан-бека Топчибашева

## Делегаты
Съезд организован Временным центральным бюро российских мусульман. На съезде присутствовало 830 делегатов из Туркестанского края, с Кавказа, из Крыма, Сибири, Хивинского и Бухарского ханств, представлявших организации и политические партии разного толка — от консервативных до радикальных. По другим данным, съезд собрал 900 делегатов: почти все депутаты Государственной думы, офицеры, солдаты, около 300 мулл и около 100 мусульманок (в основном студентки высших учебных заведений и их выпускницы).
В состав Президиума были избраны 12 человек: Муса Бигиев, Ибрагим Ахтямов (Уфа), Гаяз Исхаки (Москва), Ахмет Цаликов, Xахил Досмухамедов (Уральская область), А.-М. Топчибашев (Баку), Ф. Карими (Оренбург), Абдулла  Ходжаев (Туркестан), Салима Якубова (Казань), мулла Xасангата Габяши (Казанская губерния), Ильяс Алкин,  Джафер Сеидахметов (Крым). Кроме того, среди делегатов были такие видные мусульманские деятели, как: А. З. Валидов, Ш. Мухамедьяров, Г. Терегулов, Ф. Туктаров, М. Муртазин, А. Ягафаров, С. Мрясов и другие. На съезде присутствовали корреспонденты ведущих газет Москвы и Санкт-Петербурга, английские и американские журналисты. Съезд открылся чтением отрывка из Корана и вступительной речью Мусы Бигиева. От имени Временного правительства с приветствием к съезду обратился глава Департамента инославных и иноверных исповеданий Министерства внутренних дел С. А. Котляревский.

## Программа
Программа Всероссийского съезда мусульман была следующей:
1. Форма государственного управления.
2. Национально-культурное самоопределение.
3. Отношение к войне.
4. Учредительное Собрание.
5. Женский вопрос.
6. Рабочий вопрос.
7. Аграрный вопрос.
8. Вопросы окраин.
9. Организация вооруженных сил.
10. Организационный вопрос.
11. Тактика в предвыборной кампании в Учредительное Собрание.
12. Организация помощи жертвам войны.
13. Выборы Всероссийского Мусульманского Совета.

## Повестка дня
Главной задачей съезда было решение проблемы самоопределения мусульманских народов России. Для работы на съезде были созданы девять секций:
1. по внутреннему государственному устройству России,
2. по рабочему вопросу,
3. по аграрному вопросу,
4. по женскому вопросу,
5. по подготовке к выборам в Учредительное Собрание,
6. по военному вопросу,
7. по религиозному вопросу,
8. по просвещению,
9. по местному управлению[5].

## Решения
По вопросу о будущем территориальном устройстве России голоса делегатов Съезда разделились. Были две точки зрения — за федеративное и за унитарное устройство. Идея федерации предусматривала предоставление мусульманам национально-территориальной автономии. Унитарное устройство предполагало только национально-культурную автономию. Сторонниками федерации были представители Азербайджана, Туркестана, казахских областей, Крыма и Башкирии. Сторонниками унитарного государства были поволжские татары и делегаты от Северного Кавказа. Резолюцией 7 мая 1917 года большинство голосов делегатов Съезда (446 голосов) были отданы за демократическую федеративную республику с национально-территориальными и национально-культурными автономиями (для не имеющих мест компактного проживания народов). , тогда как за унитарное устройство был отдан 271 голос. Впрочем, доктор исторических наук Салават Исхаков пришел к выводу, что делегаты Съезда просто не придавали особого значения различиям между территориальной и национально-культурными автономиями.
Также рассматривался вопрос прекращения временной миграции в окраинные регионы страны до решения земельного вопроса на Курултае. Съезд фактически положил конец концепции политического, административного и экономического единства мусульман России, разработанной И. Гаспринским. Делегаты выступили против мировой войны; армия должна строиться по национальному признаку, необходимо сформировать отдельные мусульманские части, солдаты должны служить на той территории, где они призывались. По решению съезда религиозные отделы казахов Тургайской, Уральской, Акмолинской области перешли в ведомство мусульманского духовенства Оренбурга. На съезде избран состав религиозного управления Оренбурга. Съезд принял решение об обязательном для всех бесплатном образовании, преподавании в мусульманских школах наряду с родным «единого тюркского языка» и др.
По докладу Цаликова об отношении к войне съезд единогласно принял 4 мая резолюцию, выражавшую протест против империалистической политики, говорилось, что российские мусульмане выступают за мир, без аннексий и контрибуций, и считают необходимым защищать Россию во имя борьбы за свободу. По докладам полковника И. Галиева и товарища председателя Казанского гарнизонного мусульманского комитета А. Монасыпова был поставлен вопрос об отмене воинской повинности. По рабочему вопросу после докладов М. Ходжиева (Ходжент) и Терегулова принята резолюция представителя рабочих Н. Мухтарова (Казань); введение 8-часового рабочего дня, инспекции по соблюдению рабочего законодательства и условий труда рабочих, женского труда на вредных работах, пенсионного обеспечения за счет работодателя, запрещения труда детей и подростков до 16-летнего возраста, штрафов и т. д. По женскому вопросу после докладов И. Туктаровой (Казань), Ф. Кулахметовой (Казань) и М. Бигиева съезд постановил, что мусульманки должны быть равноправными и в политических и в гражданских правах с мужчинами, которым запрещается многоженство; женщина имеет право на развод с мужем; вступление в брак только с 16 лет. Резолюция по культурно-просветительным делам во многом дублировала решения III Всероссийского мусульманского съезда 1906 года. По аграрному вопросу Съезд принял следующее постановление: «Вся земля (казенная, кабинетская, монастырская и частная) должна перейти в руки самого народа; закон о частной собственности на землю, продажа и покупка земли — должны быть уничтожены».
Заслушав доклады С. Алкина (Казань) и имама К. Тарджемани (Казань), съезд решил (6 мая) реорганизовать Оренбургское магометанское Духовное и избрать временное Духовное управление. Муфтием Духовного управления мусульман Внутренней России и Сибири был избран Галимджан Баруди, которому удалось опередить С. Максуди, Х. Габяши, М. Бигиева и Г. Буби. Впервые в истории Духовного управления муфтий назначен не императором, а избран на свободных выборах. 
В последний день съезда была принята резолюция об образовании Всероссийского Центрального мусульманского Совета (Милли Шуро) — «Совет российских мусульман» — для руководства и координации действиями мусульман страны. Совет состоял из 30 человек во главе с Исполкомом (Икомус) из 12 человек.
Намечено, что II Всероссийский мусульманский съезд состоится в Казани, III — в Ташкенте, IV — в Баку. Съезд завершился чтением молитвы, посвященной памяти Ага Шамси Асадулаева, подарившего мусульманам Москвы здание, в котором проходил съезд.